# Leonhard Schneemann
Leonhard Schneemann, auch Leo Schneemann, (* 31. Oktober 1968) ist ein österreichischer Politiker (SPÖ). Von 2006 bis 2016 war er Bürgermeister von Unterkohlstätten. Seit dem 13. August 2020 ist Landesrat der Burgenländischen Landesregierungen Doskozil II bzw. Doskozil III.

## Leben

### Ausbildung und Beruf
Leonhard Schneemann besuchte nach der Volksschule in Oberkohlstätten und der Hauptschule in Stadtschlaining die Handelsakademie in Oberwart, wo er 1988 maturierte. Anschließend begann er ein Studium der Wirtschaftspädagogik an der Wirtschaftsuniversität Wien (WU), das er 1993 mit Diplom abschloss. 1993/94 war er Verkaufsleiter bei der Wiener Allianz. 1994 begann er ein Doktoratsstudium der Sozial- und Wirtschaftswissenschaften an der Wirtschaftsuniversität Wien, wo er 1998 promovierte.
Ab September 1994 unterrichtete er an der Höheren Bundeslehranstalt Oberwart. Ab 2007 war er für die Aus- und Weiterbildung von Lehrern in berufsbildenden Schulen zuständig. 2014 wechselte er nach Bad Tatzmannsdorf, wo er zunächst Prokurist bei der im Eigentum des Landes Burgenland befindlichen Kurbad Tatzmannsdorf AG wurde, deren Aufsichtsrat er zuvor von 2008 bis 2013 war. 2015 wurde er Vorstandsvorsitzender der Kurbad Tatzmannsdorf AG, die unter seiner Führung in Reduce Gesundheitsresort umbenannt wurde. Nach Schneemanns Wechsel in die Landesregierung folgte ihm Andreas Leitner, früherer Büroleiter von Hans Peter Doskozil, interimistisch als Vorstandsdirektor der Kurbad Tatzmannsdorf AG nach.
Schneemann ist verheiratet und Vater eines Sohnes. Er ist Jäger, spielt Akkordeon, Orgel und Trompete und war ehrenamtlicher Ortsstellenleiter des Roten Kreuzes in seinem Heimatort Unterkohlstätten.

### Politik
Schneemann war ab 1997 Gemeinderat und Gemeindevorstand und wurde 2000 SPÖ-Ortsparteiobmann in seiner Heimatgemeinde Unterkohlstätten. Bei der Nationalratswahl 2002 kandidierte er für den österreichischen Nationalrat. 2004 wurde er SPÖ-Gemeindevorsitzender. 2006 wurde Schneemann als Nachfolger von Franz Klein Bürgermeister von Unterkohlstätten. Bei der Gemeinderats- und Bürgermeisterdirektwahl 2007 und 2012 wurde er im Amt bestätigt, 2016 folgte ihm Christian Pinzker als Bürgermeister nach. Von 2010 bis 2013 war Schneemann auch Obmann des Burgenländischen Müllverbandes.
Nach dem Rücktritt von Christian Illedits wurde Schneemann am 12. August 2020 von der SPÖ Burgenland als Illedits Nachfolger als Sozial- und Wirtschaftslandesrat in der Landesregierung Doskozil II präsentiert. Er wurde am 13. August 2020 im burgenländischen Landtag mit 30 der 35 abgegebenen Stimmen gewählt und angelobt. Das Jagd- und Fischereiwesen wanderte von Landeshauptmannstellvertreterin Astrid Eisenkopf in die Zuständigkeit von Schneemann, die Sportagenden sowie den Ausschuss der Regionen übernahm Landesrat Heinrich Dorner. Am Landesparteitag im Mai 2022 wurde er zu einem der sieben Stellvertreter des Landesparteivorsitzenden Hans Peter Doskozil gewählt.
Aufgrund einer Kehlkopf-Operation von Landeshauptmann Hans Peter Doskozil übernahm Schneemann im Oktober 2022 vorübergehend dessen Amtsgeschäfte.
In der am 6. Februar 2025 gewählten Landesregierung Doskozil III behielt er gegenüber der Landesregierung Doskozil II seine Zuständigkeiten und bekam neben Wirtschaft und Sozialem auch Gemeinden und Wahlen hinzu.